# Blyxa javanica
Blyxa javanica es una especie de Liliopsida del género Blyxa, de la familia Hydrocharitaceae, del orden Alismatales.

## Taxonomía
Fue descrita científicamente por Justus Carl Hasskarl. Fue publicado por primera vez en Tijdschr. Natuurl. Gesch. Physiol. 10: 121 (1843).